# Peperomia herrerae
Peperomia herrerae är en pepparväxtart som beskrevs av William Trelease. Peperomia herrerae ingår i släktet peperomior, och familjen pepparväxter. Inga underarter finns listade i Catalogue of Life.